# Damien Molony
Damien Molony (21 de Fevereiro de 1984) é um ator Irlandês. Ele é mais conhecido por interpretar o vampiro Hal Yorke na série britânica Being Human da BBC Three.

## Carreira
Molony nasceu em 21 de Fevereiro de 1984, em Johnstown Bridge, Kildare, Irlanda. Em 2012 e 2013 Molony interpretar o vampiro Hal Yorke no drama sobrenatural Being Human da BBC Three. Em 2013 Molony apareceu no série de televisão Ripper Street.

## Teatro
- 2011 - Tis Pity She’s a Whore : Giovanni (West Yorkshire Playhouse)
- 2012 - Travelling Light :  Motl en Nate  (National Theatre (London), The Lowry (Salford), Grand Theatre (Leeds), Waterside Theatre (Aylesbury), Theatre Royal (Newcastle))
- 2013 - If You Don’t Let Us Dream, We Won’t Let You Sleep : Ralph Sweeney (Royal Court Theatre, London)
- 2013 - The Body Of An American at the Gate (the Gate)[4]

## Filmografia
- 2009: The List
- 2010: When the Hurlyburly's Done
- 2012: National Theatre Live (série de televisão, 3x04)
- 2012: Being Human (série de televisão, 4x01-5x06)
- 2013: Ripper Street (série de televisão, 2x02-2x08)
- 2014: Suspects (série de televisão, 1x01- )
- 2015: Clean Break (série de televisão, 1x01-1x04)
- 2015: Kill Your Friends
- 2016: Crashing (série de televisão, 1x01-1x06)

## Ligações Externas
- Damien Molony. no IMDb.